# Alveus de Vannes
Alveus de Vannes (floruit Xe siècle) est un évêque de Vannes.

## Contexte
Bien que non mentionné par Augustin du Paz 
Alveus est considéré comme le successeur de Blenlivet par la Gallia Christiana.
Selon Joseph-Marie Le Méné : il pourrait être le même que l'archidiacre homonyme du Diocèse de Nantes dont la fille Oirelan, épouse l'évêque de Rennes Thébaud 